# Marcos & Belutti
Marcos & Belutti é uma dupla sertaneja formada pelos amigos e cantores Marcos e Belutti.

## Carreira

### Integrantes
- Marcos, nome artístico de Leonardo Prado de Souza,[1] nasceu em Santo André,[2] no dia 29 de agosto de 1983.[3] Filho de Constância Oliveira Prado de Souza e Laurindo de Souza, tem duas irmãs que se chamam Leticia e Lilian começou a cantar aos 15 anos em bailes, bares e com outras duplas, e se destacou no mercado fonográfico, compondo grandes sucessos gravados por Zezé Di Camargo & Luciano, Edson & Hudson, além da faixa "Eu Sou Peão", que foi gravada pela dupla Luiz Cláudio & Giuliano e fez parte da novela América da Rede Globo.[4] Antes de ser famoso, trabalhou na empresa do pai como vendedor de carros, sempre gostou de cantar no coral da igreja mas seu dom era mesmo a música sertaneja. Fez parte de duas duplas sertanejas, Rick & Léo, e logo depois Pedro Paulo & Fabiano,[5] até conhecer Bruno Belucci Pereira, que viria adotar o nome artístico de Belutti entrar no seu caminho e os dois então formarem a dupla, seu ídolo é o Michael Jackson por coincidência ser nascido no mesmo dia. Suas influências musicais são: João Paulo & Daniel, Bruno & Marrone, Zezé Di Camargo & Luciano e João Mineiro & Marciano. É casado com Lucilene Marchioto, com quem está junto desde 1997[6] e tem três filhos que se chamam Larissa,[7][8] Lizandra,[9][8] e Léo Marcos.[1][8] Marcos é torcedor do Palmeiras.[10]
- Belutti, nome artístico de Bruno Belucci Pereira, nasceu em São Paulo, no dia 7 de novembro de 1981.[3] Filho de Rose Mary Belucci e Claudio da Silva Pereira conhecido como "Belutão", possui três irmãos que se chamam Janaína Belucci, Juliana Belucci e Rodrigo Belucci, ele começou a cantar profissionalmente aos 12 anos de idade, se apresentando em shows de música sertaneja por todo Brasil e participou de um programa chamado "Dó Re Mi". Aos 13 anos Belutti foi integrante do Grupo "Comando", uma boy band brasileira produzida pela Promoart, produtora de Gugu Liberato que teve sucesso "Vem Falar de Amor" saiu do grupo e integrou a Banda de pop rock Twister. Viveu a experiência de cantar na noite em bandas de baile nas casas noturnas de São Paulo, trabalhou com dublagens onde tem um imenso talento com interpretações vocais e criação de vozes, tanto de cantores como de personagens como: Leonardo, Eduardo Costa, Selton Mello, Pato Donald, Marrone e Tiririca, o que naturalmente o conduziu a estúdios de gravação de jingles e trilhas. Em 2003, fechou contrato com uma gravadora e gravou um CD independente, no estilo pop romântico, com músicas de sua autoria, aprimorando ainda mais o seu talento natural para compor e sua primeira dupla foi Bruno Belucci & Cristiano, até conhecer Leonardo Prado de Souza, que viria adotar o nome artístico de Marcos, e se tornaria seu futuro e novo parceiro de dupla, é apresentador do programa sertanejo #Arena Brahma, ao lado da influenciadora digital e ex-BBB Rafa Kalimann, idealizado pela Brahma e transmitido exclusivamente pela plataforma IGTV, nos perfis oficiais da marca e dos artistas no Instagram. É casado com a atriz Thaís Pacholek desde 2014,[11] e o casal tem apenas um filho chamado Luís Miguel nascido em 17 de abril de 2016.[12] Belutti é torcedor do Corinthians.

### A dupla
Marcos e Belutti se conheceram através de um produtor e amigo de ambos em 2005, nessa época Belutti gravou um disco e Marcos participou como backing vocal onde também escreveu uma música para o CD. Ficaram amigos, depois de um tempo sem cantar,em 2007 voltaram a se falar por MSN, aí decidiram compor juntos, com a formação da dupla, foram apadrinhados por Bruno (Bruno & Marrone) e Edson (Edson & Hudson) não poderiam imaginar que o sonho de conquistar espaço na fama estaria muito perto. 
Em 24 de março de 2008, a dupla gravou o primeiro DVD da carreira no Villa Country, Marcos & Belutti ao Vivo, dirigido por Bruno e Edson Cadorini. No ano seguinte, relançaram o álbum em CD (sendo esse o primeiro da carreira), onde foram introduzidas algumas músicas inéditas como "Perdoa Amor", "Tudo no Olhar" e "Você Não Me Faz Bem", sendo que essas três alcançaram os primeiros lugares nas paradas.
Em 2010, é lançado o segundo disco, Nosso Lugar, que mostrou um lado sertanejo universitário da dupla. Dentre as faixas que fizeram sucesso está o hit "Será Que Vai Rolar", composição de Belutti. Outro sucesso foi a canção "Sem me Controlar", que tocou bastante nas rádios. 
Em 2011, lançam pela Som Livre, o terceiro álbum e segundo DVD da carreira, Sem me Controlar ao Vivo, gravado no Estância Alto da Serra e que contou com as participações especiais de Bruno & Marrone, João Bosco & Vinícius e Michel Teló. A canção "Dupla Solidão", composta por Marcos, é um dos maiores sucessos do lançamento. 
Em 2012, a dupla lança o quarto álbum da carreira, Cores, também lançado de forma digital, como uma jukebox. O álbum chegou a receber uma indicação ao Grammy Latino, e teve como destaque a canção "I Love You".
Em 2014, é lançado o quinto álbum e terceiro DVD da carreira, Marcos & Belutti - Acústico, produzido por Fernando Zor, da dupla Fernando & Sorocaba. Em um projeto intimista, gravado na casa do cantor Sorocaba, em São Paulo, onde os cantores deixaram de lado as megaproduções e optaram por um trabalho acústico, e contaram com as participações do cantor Marciano e da dupla Fernando & Sorocaba. Com timbre diferenciado, o romantismo se destaca e alimenta a identidade musical da dupla, que conquistou a critica e movimenta multidões. O álbum teve como sucessos as canções "Irracional", "Mentirosa" e a carro-chefe "Domingo de Manhã", que foi a música mais tocada nas rádios do Brasil naquele ano, segundo relatório da empresa de monitoramento Crowley.
Em 2015, a dupla lança o quarto DVD e segundo acústico da carreira, Acústico Tão Feliz, que faz uma alusão à boa fase da dupla mais tocada das nas rádios em 2014, o álbum reúne canções inéditas e as participações especiais de Fernando Zor, Roupa Nova e Wesley Safadão.
Em 2017, lançam pela Sony Music, o álbum Acredite. Acreditar, segundo o dicionário, é: Crer, admitir como verdadeiro, aceitar como real, convencer-se da existência de alguma coisa. E foi assim, acreditando que um dia iriam chegar lá, que venceriam todos os obstáculos e contratempos, que Marcos e Belutti lançam seu 7º CD com esse título.
Em 2018, a dupla completa 10 anos de sua formação, e para comemorar este marco na carreira, a dupla gravou o quinto DVD da carreira, Marcos & Belutti 10 Anos ao Vivo, com participações especiais de Ferrugem, Matheus & Kauan e Xand Avião. No repertório, 18 músicas inéditas, 9 delas tinham sido disponibilizadas nas plataformas digitais, em formato de EP, com o título Esquenta, lançado no mesmo ano. Na plateia, que lotou a casa, a dupla reuniu família, amigos e muitos fãs que puderam acompanhar de perto essa noite inesquecível para os cantores.
Com direção geral de Ivan Moura, direção de arte de Leonardo Oliveira e direção de Fotografia de José Augusto de Blassis, todos da Show Design, o DVD é o segundo lançamento da dupla pela Sony Music.
Em 2019, a dupla lança o álbum Presente, que foi feito no formato de pocket-show para 30 pessoas que representam os maiores fã-clubes da dupla e puderam assistir ao show bem de perto. O álbum contém 11 regravações do repertório da dupla (que ganharam um novo arranjo) e uma inédita (o single "Não Planeje Nada") – todas produzidas por Ray Ferrari.

## Discografia
- (2008) Ao Vivo (também lançado em DVD)
- (2010) Nosso Lugar
- (2011) Sem Me Controlar ao Vivo (também lançado em DVD)
- (2012) Cores
- (2014) Acústico (também lançado em DVD)
- (2015) Acústico Tão Feliz (também lançado em DVD)
- (2017) Acredite
- (2018) 10 Anos ao Vivo (também lançado em DVD)
- (2019) Presente
- (2020) Cumpra-Se
- (2022) Em Qualquer Lugar

### Singles
| Ano  |                                               | Paradas musicais | Álbum                    |
| Ano  | BRA                                           |                  | Álbum                    |
| ---- | --------------------------------------------- | ---------------- | ------------------------ |
| 2009 | "Tudo no Olhar"                               | 12               | Ao Vivo                  |
| 2009 | "Perdoa Amor"                                 | 32               | Ao Vivo                  |
| 2009 | "Silêncio"                                    | 19               |                          |
| 2010 | "Você Não Me Faz Bem"                         | 20               | Ao Vivo                  |
| 2010 | "Será Que Vai Rolar?"                         | 34               | Nosso Lugar              |
| 2010 | "Sem Me Controlar"                            | 7                | Nosso Lugar              |
| 2011 | "Dupla Solidão"                               | 14               | Sem Me Controlar ao Vivo |
| 2011 | "Nova Namorada"                               | 12               | Sem Me Controlar ao Vivo |
| 2011 | "Desce do Salto" (ft. Michel Teló)            | 15               | Sem Me Controlar ao Vivo |
| 2012 | "Amor Pra Vida Inteira"                       | 39               | Sem Me Controlar ao Vivo |
| 2012 | "I Love You"                                  | 12               | Cores                    |
| 2012 | "Amor de Madrugada"                           | 26               | Cores                    |
| 2013 | "Calma Aí" (ft. Fernando & Sorocaba)          | 59               |                          |
| 2013 | "Irracional"                                  | 78               | Acústico                 |
| 2013 | "Mentirosa"                                   | 18               | Acústico                 |
| 2014 | "Domingo de Manhã"                            | 2                | Acústico                 |
| 2014 | "Então Foge"                                  | 2                | Acústico Tão Feliz       |
| 2015 | "Poeira da Lua"                               | 3                | Acústico Tão Feliz       |
| 2015 | "Aquele 1%" (ft. Wesley Safadão)              | 1                | Acústico Tão Feliz       |
| 2016 | "Romântico Anônimo" (Part. Fernando Zor)      | 1                | Acústico Tão Feliz       |
| 2016 | "Tão Feliz"                                   | 1                | Acústico Tão Feliz       |
| 2016 | "Solteiro Apaixonado"                         | 1                | Acredite                 |
| 2017 | "Eu Era"                                      | 1                | Acredite                 |
| 2017 | "Mais Um Ano Juntos"                          | 4                | Acredite                 |
| 2018 | "Cancela o Sentimento" (ft. Marília Mendonça) | 3                | 10 Anos ao Vivo          |
| 2018 | "Siga a Seta" (ft. Matheus & Kauan)           | 4                | 10 Anos ao Vivo          |
| 2019 | "Tonelada de Solidão" (ft. Ferrugem)          | 5                | 10 Anos ao Vivo          |
| 2019 | "Não Planeje Nada"                            | 3                | Presente                 |
| 2020 | "@Isa"                                        | 14               | Cumpra-Se                |
| 2020 | "Tudo Indica" (pt. Jorge & Mateus)            | 5                | Cumpra-Se                |
| 2021 | "Estado Frágil" (pt. Dilsinho)                | 7                | Em Qualquer Lugar        |
| 2022 | "Insubstituível"                              | 6                | Em Qualquer Lugar        |

### Outras aparições
| Ano  | Título                       | Artista                 | Álbum                                       |
| ---- | ---------------------------- | ----------------------- | ------------------------------------------- |
| 2011 | "Apocalipse"                 | Thaeme & Thiago         | Thaeme & Thiago                             |
| 2012 | "Esperando na Janela"        | Frank Aguiar            | 20 Anos                                     |
| 2014 | "Linguagem dos Beijos"       | Lauana Prado            | Mayara Prado                                |
| 2015 | "Fica Suave"                 | Lucas Lucco             | Adivinha                                    |
| 2016 | "Teu Lugar"                  | Tânia Mara              | Pra Rua                                     |
| 2016 | "Se Depender de Mim"         | Breno & Caio Cesar      | #JuntosComBCC                               |
| 2016 | "Primeiro Amor"              | Malta                   | Indestrutível                               |
| 2017 | "Perturbado"                 | Péricles                | Deserto da Ilusão                           |
| 2017 | "Sunday Morning"             | Chris Weaver Band       | Live in Brazil                              |
| 2017 | "He-Man"                     | Vários artistas         | Carrossel de Esperança                      |
| 2017 | "As Duas Cidades"            | Vários artistas         | Versos da Alma                              |
| 2017 | "Tô com Saudade (Teu Olhar)" | Harmonia do Samba       | Ao Vivo em Brasília                         |
| 2018 | "Gosto de Ressaca"           | Pablo                   | Pablo & Amigos no Boteco                    |
| 2018 | "Flashback"                  | Ferrugem                | Prazer, Eu Sou Ferrugem                     |
| 2018 | "Ninguém Explica Deus"       | Analaga                 |                                             |
| 2018 | "Página de Amigos"           | Vários artistas         | Coração de Cowboy                           |
| 2018 | "Sábado a Noite"             | Carreiro & Capataz      | Lado B Vol. 2                               |
| 2018 | "Coração de Cabaré"          | Day & Lara              | Traços                                      |
| 2019 | "Lugar Diferente"            | Maria Cecília & Rodolfo | De Portas Abertas                           |
| 2023 | "Desejo de Amar"             | Daniel                  | Daniel 40 Anos: Celebra João Paulo & Daniel |
| 2023 | "Pra Te Esquecer Não Dá"     | Daniel                  | Daniel 40 Anos: Celebra João Paulo & Daniel |

## Prêmios e indicações
| Ano  | Prêmio    | Categoria  | Trabalho         | Resultado | Ref.   |
| ---- | --------- | ---------- | ---------------- | --------- | ------ |
| 2014 | Prêmio F5 | Hit do Ano | Domingo de Manhã | Indicado  | [ 21 ] |